# Brücke-Museum Berlin
Das Brücke-Museum Berlin besitzt die weltweit größte zusammenhängende Sammlung von Werken der expressionistischen Künstlergruppe Brücke (Stand 2023). Es präsentiert seine Sammlung in thematisch wechselnden Ausstellungen, wobei von dem umfangreichen Bestand jeweils nur ein Bruchteil gezeigt werden kann. Als Museum, das von Künstlern initiiert wurde, sucht es den Dialog mit zeitgenössischen Künstlerinnen und Künstlern. Im Februar 2024 wurde das Museum von Kunstkritikern der deutschen Sektion des Internationalen Kunstkritikerverbandes (AICA) zum Museum des Jahres 2023 gewählt.

## Entstehung
1964 initiierte der Künstler Karl Schmidt-Rottluff an seinem Wohnort Berlin die Gründung des Museums und legte mit einer Schenkung an das Land Berlin den Grundstock für dessen Sammlung. Drei Jahre später, am 15. September 1967, wurde das Brücke-Museum in einem von Werner Düttmann entworfenen Neubau in Berlin-Dahlem eröffnet.
Das Museumsgebäude wurde als moderner Flachbau mit Innenhof und Einbezug der umliegenden Natur am Rande des Grunewalds erbaut. Neben Karl Schmidt-Rottluff unterstützte auch sein Kollege Erich Heckel mit einer umfangreichen Schenkung von Brücke-Werken den Aufbau der Sammlung. Schmidt-Rottluff erwarb bis zu seinem Tod 1976 kontinuierlich weitere Kunstwerke für das Brücke-Museum. Die Karl-und-Emy Schmidt-Rottluff-Stiftung wurde 1976 gegründet und hat ihren Sitz im Brücke-Museum. Das Museum liegt in Berlin-Dahlem am Rande des Grunewaldes in unmittelbarer Nachbarschaft zum Kunsthaus Dahlem, dem ehemaligen Atelier des Bildhauers Arno Breker.

## Sammlung

### Maler
Das Brücke-Museum besitzt etwa 400 Gemälde und Plastiken und einige Tausend Zeichnungen, Aquarelle und Graphiken der Brücke-Maler. Zu diesen gehören die Gründungsmitglieder Ernst Ludwig Kirchner, Erich Heckel, Karl Schmidt-Rottluff und Fritz Bleyl, ferner die 1906 dazu gestoßenen Maler Max Pechstein, Emil Nolde sowie der 1910 hinzugekommene Otto Mueller. Die Brücke löste sich 1913 auf. Die Werke in der Sammlung des Berliner Museums stammen aus der gesamten Schaffensperiode der Brücke-Künstler.
Die Bilder der Brücke-Maler zeichnen sich durch Vereinfachung der natürlichen Motive auf das Wesentliche aus. Die Farben der Gemälde sind leuchtend, großflächig aufgetragen und entfernen sich bewusst von den Naturfarben. Die Brücke-Maler sagten sich vom „Akademismus“ los und malten spontan, impulsiv und mit dynamischer Pinselführung Landschaft, Natürlichkeit und Nacktheit. Sie malten im Atelier und in der Natur. Die Brücke-Maler waren Wegbereiter des Expressionismus.

### Diebstahl 2002
Im April wurden neun der Gemälde im Gesamtwert von rund 3,5 Millionen Euro entwendet. Die drei Einbrecher wurden am 5. Juni in Berlin-Wedding festgenommen. Die Bilder wurden in Berlin-Tempelhof sichergestellt, das Gemälde Junges Mädchen von Max Pechstein war von den Tätern in der Mitte durchgeschnitten worden.

### Causa Kirchner
Der als Causa Kirchner bezeichnete Vorgang ereignete sich im Jahr 2006. Das Gemälde Berliner Straßenszene von Ernst Ludwig Kirchner aus dem Jahr 1913, das ab 1980 im Besitz des Museums war, wurde gemäß der Washingtoner Erklärung an die Erbin Anita Halpin, die in Großbritannien lebende Enkelin des jüdischen Kunstsammlers Alfred Hess, restituiert und anschließend versteigert.

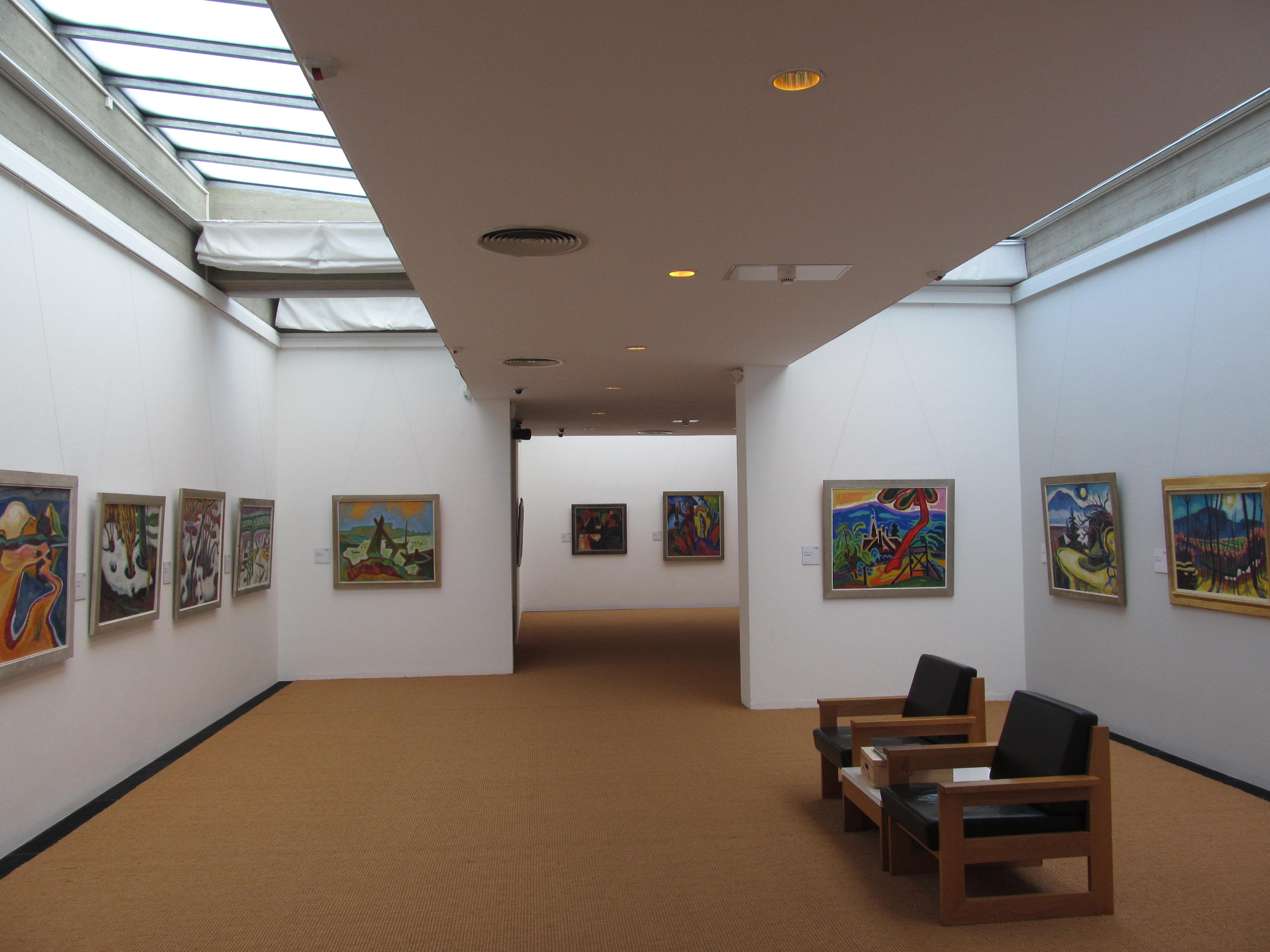
Ein Ausstellungsraum des Museums im März 2015

## Museumsarbeit
Das Werk der Brücke-Künstler und der Maler aus ihrem Umfeld werden vom Museum erforscht. Eine multiperspektivische Sicht auf die Sammlung unter Einbezug bisher vernachlässigter Narrationen steht dabei im Vordergrund der inhaltlichen Arbeit. Wechselnde Präsentationen aus den Beständen werden ergänzt durch internationale, zeitgenössische Positionen. Anfang Oktober 2017 übernahm die Kunsthistorikerin Lisa Marei Schmidt als Nachfolgerin von Magdalena Moeller die Leitung des Museums. Unter ihrer Leitung wurde das Museum vom Kunstkritikerverband AICA Deutschland zum Museum des Jahres 2023 gewählt.

## Direktoren
- Leopold Reidemeister, Gründer, 1967 bis zu seinem Tod 1987
- Eberhard Roters, kommissarisch, 1987–1988
- Magdalena M. Moeller 1988–2017
- Lisa Marei Schmidt, seit 1. Oktober 2017

## Ausstellungen (Auswahl)
- 2011, 11. Februar – 17. Juli: Karl Schmidt-Rottluff. Ostseebilder. (35 Gemälde und 60 Aquarelle rund um die Ostsee von der dänischen Insel Alsen, Nidden auf der Kurischen Nehrung, Hohwacht an der Lübecker Bucht, Jershöft in Hinterpommern, dem hinterpommerschen Rumbke am Lebasee und Sierksdorf an der Lübecker Bucht).[9]
- 2012, 25. Mai – 23. September: „Besten Gruß…“, Künstlerpostkarten[10]
- 2013, 21. Juni – 23. November: Meisterstücke – Die schönsten Erwerbungen des Brücke-Museums[11]
- 2017, 21. Januar 2017 – 3. September: Die Künstler der „Brücke“ – Gemälde, Zeichnungen und Druckgraphik[12]
- 2021, 17. April – 29. August 2021: Werner Düttmann. Berlin. Bau. Werk.[13]
- 2021, 18. Dezember 2021 – 20. März 2022: Transition Exhibition
- 2022, 4. April – 28. August 2022: 1910: Brücke. Kunst und Leben
- 2022, 4. September – 3. Oktober: Das Karl Schmidt-Rottluff Förderstipendium zu Gast im Brücke-Museum
- 2022: 15. Oktober – 12. Februar 2023: How to Brücke-Museum: Ein Blicke hinter die Kulissen
- 2023: 24. Februar – 4. Juni: 1905: Fritz Bleyl und der Beginn der Brücke
- 2023: 26. Juni – 3. September: Małgorzata Mirga-Tas. Sivdem Amenge. I sewed for us. Ich nähte für uns
- 2023: 14. September – 7. Januar 2024: Der Angriff der Gegenwart auf die übrige Zeit. Künstlerische Zeugnisse von Krieg und Repression